# Garda Panteri
Garda Panteri (v srbské cyrilici Гарда Пантери), oficiálním názvem První bijeljinská lehká pěší brigáda (srbsky Прва бијељинска лака пјешадијска бригада/Prva bijeljinska laka pješadijska brigada) byla elitní jednotka Vojsk republiky srbské během Války v Bosně a Hercegovině. 
Garda Panteri byla zformována na počátku roku 1992 pod názvem Národní garda Srbské autonomní oblasti Semberija a Majevica. Za jejím vznikem stál Ljubiša Savić Mauzer, který měl blízko k Srbské demokratické straně.[zdroj?] Od srpna 1992 nesla garda svůj aktuální název, a to na počest Branka Panteliće, který gardě velel, jehož přezdívka byla panter, a který byl v boji zabit. Zpočátku garda používala civilní vozidla, později získala k dispozici tanky T-55 a obrněné transportéry z vybavení JLA. Nakonec byla včleněna do VRS.
Garda bojovala proti muslimsko-chorvatským vojskům od počátku války. Velké bitvy svedla v prostoru vesnice Smoluća a v pohoří Majevica. Dle informací Human Rights Watch se na základě neověřených důkazů, bojovníci gardy účastnili etnických čistek v území severovýchodní Bosny. Mauzer a jeho vojáci často napadali vesnice obývané Bosenskými muslimy a dávali místním obyvatelům ultimáta, aby v krátké době odešli pryč na území, které bylo kontrolováno Armádou republiky Bosna a Hercegovina. Sám Mauzer byl také velitelem tábora ve vesnici Batković, kde byli internováni zajatí Bosňáci.
Touto jednotkou prošlo celkem na 2000 bojovníků; 100 jich zahynulo a 800 bylo raněno. Brigáda měla v bojeschopném stavu během války od 420 do 800 lidí. Velel jim nejprve Ljubiša Savić Mauzer a Branko Pantelić. V současné době existuje v Bijeljině sdružení veteránů gardy Panteri a na území Republiky srbské byly bojovníkům z této formace zbudovány památníky. Během konfliktu v Bosně a Hercegovině složili Rodoljub Vulović (skladba: Panteri (Mauzer)), Miro Semberac (skladba: Panteri) a Mico Trifković o této formaci oslavnou píseň.